# Srboljub Krivokuća
Srboljub Krivokuća, em sérvio Србољуб Кривокућа (Ivanjica, 14 de março de 1928 - 22 de dezembro de 2002), foi um futebolista e treinador sérvio que atuava como goleiro.

## Carreira
Miloš Milutinović fez parte do elenco da Seleção Iugoslava de Futebol, na Copa do Mundo de 1958 e 1962. 